# Heiningen (Wolfenbütteli járás)
Heiningen település Németországban, azon belül Alsó-Szászország tartományban. Lakosainak száma 674 fő (2023. december 31.).

## Népesség
A település népességének változása:
| Lakosok száma | 657  | 665  | 653  | 653  | 643  | 653  | 674  |
|               | 2015 | 2016 | 2017 | 2019 | 2021 | 2022 | 2023 |